# Heligestads församling
Heligestads församling var en församling  i Skara stift i nuvarande Tidaholms kommun. Församlingen låg strax norr om Folkabo, kyrkbyn i Valstads församling, i vilken den uppgick tidigt.

## Administrativ historik
Församlingen har medeltida ursprung och uppgick tidigt i Valstads församling, efter att före dess ha ingått i samma pastorat.